# ورسخوران
ورسخوران (بالفارسية: ورسخوران) هي قرية تقع في قسم دوبلوك الريفي في إيران. يقدر عدد سكانها بـ 329 نسمة بحسب إحصاء 2016.